# Zbigniew Wojtyś
Zbigniew Wojtyś (ur. 1962 w Kaliszu) – polski pisarz, prozaik i tłumacz. 

## Życiorys
W 1985 ukończył filologię angielską na Uniwersytecie im. Adama Mickiewicza w Poznaniu, gdzie następnie (do 1991) prowadził zajęcia z literatury angielskiej. Po kilku latach prowadzenia prywatnego biznesu zajął się pisarstwem. W książkach Wojtysia wątki kryminalne mieszają się z mitycznymi i historycznymi. Nie brak w nich realizmu magicznego. Tłem dla rozgrywających się wydarzeń jest współczesny Poznań – zwłaszcza jego stare, związane z historią Polski dzielnice, którym pisarz nadaje charakter tajemniczości i magii (np. Stary Rynek, Śródka, Ostrówek czy Jeżyce). Członek Stowarzyszenia Pisarzy Polskich.

## Powieści
- Filatelista – 2007[2] (motto: Należy czytać wszystkie napisy),
- Pierścień Bolesława – 2010[3] (motto: Mapa to nie jest terytorium[4]).